# Alaska
Alaska (od ale. alakshak 'wielka ziemia'; wym. w IPA: /əˈlæskə/ ( odsłuchaj)) – stan Stanów Zjednoczonych w północno-zachodniej części Ameryki Północnej, będący eksklawą Stanów Zjednoczonych. Graniczy od wschodu z Kanadą, a od zachodu, przez Cieśninę Beringa, z Rosją. Dominują góry, z najwyższym punktem Ameryki Północnej, którym jest szczyt Denali (McKinley, 6194 m n.p.m.), oraz wyżyny i liczne stożki wulkaniczne. Do terytorium należą też Aleuty. Alaska ma największą powierzchnię wśród stanów Stanów Zjednoczonych oraz najmniejszą gęstość zaludnienia. W odróżnieniu od większości stanów Alaska nie dzieli się na hrabstwa, lecz okręgi (borough), przy czym znaczna część stanu stanowi terytorium niezorganizowane.
Jest potocznie określana jako The Last Frontier.

## Geografia
Powierzchnia stanu jest górzysta. Na południu znajdują się góry Alaska z najwyższym szczytem Ameryki Północnej – Denali (w latach 1896–2015: Mount McKinley, 6190 m), Góry Świętego Eliasza (Góra Świętego Eliasza, 5489 m), Góry Wrangla (Mount Bona, 5044 m), na północy Góry Brooksa (Michelson, 2816 m). W środkowej części stanu płaskowyż jest rozcięty dolinami rzek, natomiast wzdłuż wybrzeża występują niziny. Linia brzegowa jest bardzo dobrze rozwinięta; składają się na nią liczne półwyspy (Alaska, Kenai) i przybrzeżne wyspy (Aleuty, Archipelag Aleksandra, Kodiak, Nunivak, Wyspa Świętego Wawrzyńca, Wyspy Pribyłowa). Obszar ten jest aktywny sejsmicznie, a wiele szczytów gór to czynne (m.in. Pavlof, Iliamna) i wygasłe wulkany.

### Klimat
W części południowej klimat jest umiarkowany chłodny, a na dalekiej północy subpolarny. Zakres zmian temperatury powietrza w ciągu roku: od −51 °C w zimie do 32 °C w lecie. Zima trwa 9 miesięcy i jest bardzo mroźna, a w czasie jej trwania wieją silne wiatry, osiągające prędkość 100 km/h oraz powstają burze śnieżne charakterystyczne dla strefy tundry.

### Główne rzeki
- Jukon
- Kuskokwim

### Roślinność
W głębi lądu tajga i tundra, w zasięgu oddziaływania Prądu Alaskańskiego iglaste lasy deszczowe strefy umiarkowanej z topolami, olchami i wierzbami.

### Ważniejsze szczyty
20 szczytów i wierzchołków położonych powyżej 4400 m n.p.m.:
- Denali (McKinley) – 6190 m n.p.m., 63°04′09″N 151°00′23″W/63,069167 -151,006389, najwyższy punkt Ameryki Północnej, pierwsze wejście: 7 czerwca 1913 – Walter Harper, Henry Karstens, Hudson Stuck i Robert Tatum;
- Archdeacons Tower – ~6000 m, 63°04′24″N 151°01′14″W/63,073333 -151,020556, leży w odległości 870 m (kierunek WNW) od głównego wierzchołka Denali;
- Denali (wierzchołek północny) – 5934 m, 63°05′51″N 151°00′23″W/63,097500 -151,006389, leży w odległości 2,8 km (kierunek NNE) od Archdeacons Tower, pierwsze wejście: 1910 – Pete Anderson, Billy Taylor;
- Peak 18735 – 5710 m, 63°05′52″N 151°02′29″W/63,097778 -151,041389, leży w odległości 1,8 km na zachód od płn. wierzchołka Denali;
- Góra Świętego Eliasza (Mount Saint Elias, Boundary Peak 186) – 5489 m, 60°17′34″N 140°55′51″W/60,292778 -140,930833, pierwsze wejście: 31 lipca 1897 – Luigi Amedeo di Savoia d’Abruzzi;
- Peak 17400 – ~5330 m, 63°05′12″N 150°57′16″W/63,086667 -150,954444, leży w odległości 2,9 km (kierunek ESE) od płn. wierzchołka Denali;
- Mount Foraker (główny szczyt) – 5304 m, 62°57′37″N 151°23′59″W/62,960278 -151,399722, leży w odległości 23,0 km (kierunek WSW) od Archdeacons Tower, pierwsze wejście: 10 sierpnia 1934 – T. G. Joe Brown, Charles S. Houston, Chychele Waterston;
- Mount Foraker (wierzchołek południowy) – 5124 m, 62°56′49″N 151°24′32″W/62,946944 -151,408889, leży w odległości 1,6 km (kierunek SSW) od głównego wierzchołka Mount Foraker;
- Mount Bona – ~5060 m, 61°23′08″N 141°44′58″W/61,385556 -141,749444, leży w odległości 80,0 km (kierunek WNW) od Mount Lucania, pierwsze wejście: 2 lipca 1930 – Allen Carpé, Adolphus Warburton Moore, Andrew Taylor;
- Mount Foraker (wierzchołek południowo-zachodni) – ~5060 m, 62°57′18″N 151°26′36″W/62,955000 -151,443333, leży w odległości 1,8 km (kierunek WNW) od pd. wierzchołka Mount Foraker;
- Mount Blackburn – 4996 m, 61°43′54″N 143°26′14″W/61,731667 -143,437222, leży w odległości 97,6 km (kierunek WNW) od Mount Bona;
- Mount Blackburn (wierzchołek południowo-wschodni) – 4964 m, 61°43′31″N 143°23′33″W/61,725278 -143,392500, leży w odległości 2,5 km (kierunek ESE) od głównego wierzchołka Mount Blackburn;
- Sanford – 4949 m, 62°12′47″N 144°07′45″W/62,213056 -144,129167, leży w odległości 64,8 km (kierunek NW) od Mount Blackburn;
- West Buttress – 4886 m, 63°04′37″N 151°05′37″W/63,076944 -151,093611, leży w odległości 3,5 km (kierunek SW) od Peak 18735;
- Peak 15800 – ~4845 m, 63°02′48″N 150°57′59″W/63,046667 -150,966389, leży w odległości 1,4 km (kierunek NNE) od South Buttress;
- South Buttress – 4842 m, 63°02′06″N 150°58′36″W/63,035000 -150,976667, leży w odległości 4,1 km (kierunek SSE) od głównego wierzchołka Denali;
- Mount Bona (wierzchołek zachodni) – 4773 m, 61°22′51″N 141°47′12″W/61,380833 -141,786667, leży w odległości 2,1 km (kierunek WSW) od głównego wierzchołka Mount Bona;
- Mount Churchill – 4766 m, 61°25′09″N 141°42′55″W/61,419167 -141,715278, leży w odległości 4,2 km (kierunek NNE) od Mount Bona;
- East Buttress – 4490 m, 63°03′37″N 150°55′47″W/63,060278 -150,929722, leży w odległości 2,4 km (kierunek NE) od Peak 15800;
- Browne Tower – 4450 m, 63°06′08″N 150°55′54″W/63,102222 -150,931667, leży w odległości 2,1 km (kierunek NNE) od Peak 17400.

### Miasta
Na terenie stanu Alaska znajduje się 149 miast (city), w tym 1 o liczbie ludności przekraczającej 100 000, 3 powyżej 10 000 mieszkańców, a 26 powyżej 1000 mieszkańców (2022 r.).
Lista miast zamieszkanych przez 500 lub więcej osób (2022 r.):

- Anchorage (287 145)
- Fairbanks (32 107)
- Juneau (31 685)
- Wasilla (9711)
- Sitka (8382)
- Ketchikan (8068)
- Kenai (7653)
- Palmer (6304)
- Bethel (6276)
- Homer (5876)
- Kodiak (5422)
- Utqiagvik (4797)
- Soldotna (4518)
- Unalaska (4184)
- Valdez (3865)
- Nome (3654)
- Kotzebue (2983)
- Seward (2851)
- Cordova (2512)
- North Pole (2373)
- Dillingham (2186)
- Houston (2114)
- Wrangell (2070)
- Akutan (1581)
- Hooper Bay (1355)
- Craig (1023)
- Hoonah (951)
- Delta Junction (944)
- Chevak (936)
- Emmonak (818)
- Savoonga (814)
- Point Hope (805)
- Togiak (799)
- Kwethluk (783)
- Selawik (771)
- Quinhagak (753)
- King Cove (749)
- Alakanuk (747)
- Unalakleet (747)
- Klawock (705)
- Noorvik (657)
- Kotlik (650)
- Toksook Bay (640)
- Gambell (626)
- Gustavus (620)
- Stebbins (617)
- Mountain Village (614)
- Pilot Station (611)
- Wainwright (610)
- Scammon Bay (597)
- St. Mary’s (596)
- Kachemak (587)
- Nunapitchuk (581)
- Sand Point (573)
- Shishmaref (560)
- Kake (533)
- Buckland (517)
- New Stuyahok (501)

## Historia

### Sprzedaż Alaski
W drugiej połowie XIX w. należące do Rosji tereny Alaski zostały odsprzedane Stanom Zjednoczonym. Traktat został podpisany po długich negocjacjach w nocy 29/30 marca 1867. Transakcję wartą 7,2 mln dolarów w imieniu Rosji zawarł baron Edward de Stoeckl, a w imieniu Stanów Zjednoczonych William Seward, który wcześniej zabiegał o zakup tych terenów. Traktat został ratyfikowany przez Senat Stanów Zjednoczonych 9 kwietnia 1867, Izba Reprezentantów 14 lipca 1868 uchwaliła wyasygnowanie pieniędzy.
W 2023 roku prezydent Federacji Rosyjskiej Władimir Putin wydał rozporządzenie o wyasygnowaniu środków na poszukiwanie i ochronę prawną zagranicznych nieruchomości, które należały do Rosji w okresach carskim i radzieckim, co dotyczy również Alaski. Amerykański rzecznik Departamentu Stanu Vedant Patel wydał w związku z tym oświadczenie, że przekazanie Alaski Federacji Rosyjskiej nie jest możliwe.

### Kalendarium
- 1640 – Odkrycie Alaski przez hiszpańskich żeglarzy.
- 1732 – Okręt rosyjski wysłany przez dowódcę ekspedycji wojskowej Pawłuckiego (z pochodzenia Polaka) w czasie przejścia przez Cieśninę Beringa obserwował brzeg Alaski, potwierdzając bliskość Azji i Ameryki.
- 15–16 lipca 1741 – Pierwsza morska ekspedycja naukowa pod dowództwem duńskiego badacza w służbie Rosji Vitusa Beringa i Rosjanina Aleksieja Czyrikowa.
- 1784 – Pierwsza kolonia założona przez rosyjskich handlarzy futer na wyspie Kodiak.
- 1799 – Założenie przez Rosjan osady Sitka na Wyspie Baranowa, która do roku 1906 była stolicą Alaski.
- 1799–1867 – Teren Alaski pod administracją Kompanii Rosyjsko-Amerykańskiej.
- 30 marca 1867[9] – Sprzedaż Alaski przez Imperatora Wszechrusi Imperium Rosyjskiego Aleksandra II Stanom Zjednoczonym Ameryki za 7,2 mln dolarów; jednym z pierwszych amerykańskich urzędników federalnych Alaski został Polak, Włodzimierz Krzyżanowski.
- 1896 – George Carmack, Skookum Jim i Dawson Charlie odkryli złoto nad rzeką Klondike.
- 1897 – Początek wielkiej „gorączki złota” wywołanej wiadomością o tonie złota przywiezionej na pokładzie parowca z Alaski do portu Seattle w stanie Waszyngton.
- 1912 – Ustanowienie zorganizowanego Terytorium Alaski (zalążka stanu).
- 9 lipca 1958 – Największe na świecie zanotowane tsunami – megatsunami w zatoce Lituya.
- 3 stycznia 1959 – Wejście Alaski do Unii jako 49. stanu; spowodowało to ustanowienie najkrócej obowiązującej flagi Stanów Zjednoczonych z czterdziestoma dziewięcioma gwiazdami; zaledwie 7 miesięcy później straciła ważność na rzecz współczesnej, gdy stanem zostały Hawaje.
- 1976 – Rząd zdecydował o zniesieniu podatków i wprowadzeniu dywidend.

## System polityczny
Władzę ustawodawczą na szczeblu stanowym sprawuje dwuizbowa Legislatura Alaski, złożona z Izby Reprezentantów i Senatu. Na czele władzy wykonawczej stoi gubernator, wybierany w wyborach bezpośrednich na czteroletnią kadencję.

## Podział administracyjny

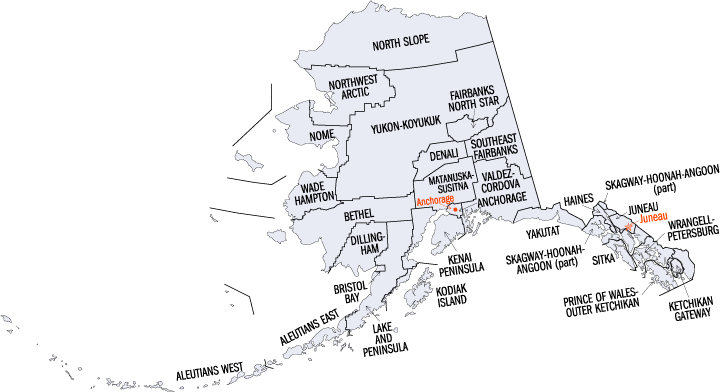
Podział administracyjny stanu Alaska

Alaska jest jedynym amerykańskim stanem, który dzieli się na 19 okręgów (ang. borough). Pozostałe 48 stanów dzieli się na hrabstwa (jedynie Luizjana dzieli się na parafie). Występują dwa rodzaje jednostek terytorialnych:
- okręg (ang. borough),
- okręg niezorganizowany (ang. unorganized borough).

Obecnie zostało utworzonych 18 okręgów oraz 1 okręg typu niezorganizowanego. Okręg niezorganizowany dodatkowo został podzielony przez United States Census Bureau na 11 tzw. obszarów spisu powszechnego (ang. census area) w celu łatwiejszego przeprowadzenia badań statystycznych. Największe okręgi są większe od niektórych poszczególnych stanów Stanów Zjednoczonych.
Siedmiu okręgom nadano status skonsolidowanych miast-okręgów (ang. consolidated city-borough): Anchorage, Haines, Juneau, Sitka, Skagway, Wrangell i Yakutat.
Dla stanu Alaska kod Federal Information Processing Standard to 02.

## Demografia
Spis ludności z roku 2010 wykazał, że stan Alaska liczył 710 231 mieszkańców – wzrost o 83 299 (13,3%) w porównaniu z poprzednim spisem z roku 2000. Dzieci poniżej piątego roku życia stanowiły 7,3% populacji, 25% mieszkańców nie ukończyło osiemnastego roku, a 11,2% to osoby mające 65 i więcej lat. 47,7% stanowiły kobiety.

### Rasy i pochodzenie
Według danych z 2017 roku, 65,3% mieszkańców stanowili Biali (61,5% nie licząc Latynosów), 14,2% to rdzenna ludność Alaski, 8,5% zdeklarowało rasę mieszaną, 6,2% to Azjaci, 3,2% to czarnoskórzy lub Afroamerykanie, 1,2% to Hawajczycy i pochodzący z innych wysp Pacyfiku. Latynosi stanowili 6,8%.
Największe grupy stanowią osoby pochodzenia niemieckiego (16,5%), irlandzkiego (9,2%) i angielskiego (7,6%). Istnieją także duże grupy osób pochodzenia: „amerykańskiego” (33,3 tys.), francuskiego (27,7 tys.), meksykańskiego (27,3 tys.), filipińskiego (25,9 tys.), norweskiego (24,7 tys.), włoskiego (22 tys.), szkockiego (17,8 tys.), polskiego (17 tys.), nieokreślonego europejskiego (15,2 tys.), szwedzkiego (14,9 tys.) i szkocko-irlandzkiego (9,7 tys.).

### Język
Najpowszechniej używanymi językami są:
- język angielski – 83,92%,
- języki eskimo-aleuckie – 4,61%
- język hiszpański – 3,49%,
- język tagalski – 2,39%

### Religia
Dane za 2014:
- protestanci – 37%:
  - bezdenominacyjni – 8%,
  - baptyści – 7%,
  - pozostali – 22% (głównie: zielonoświątkowcy, luteranie, uświęceniowcy, anglikanie, metodyści, campbellici i kalwini[18]),
- niereligijni – 31% (w tym: 6% agnostycy i 5% ateiści),
- katolicy – 16%,
- prawosławni – 5%,
- mormoni – 5%,
- pozostałe religie – 6% (w tym: buddyści, świadkowie Jehowy, bahaiści, muzułmanie, żydzi, unitarianie uniwersaliści i hinduiści[18]).

## Gospodarka
Na Alasce eksploatuje się ropę naftową (jedne z największych złóż na świecie), gaz ziemny, złoto, platynę, rudy miedzi, cyny, niklu, uranu. Przemysł składa się głównie z zakładów petrochemicznych, drzewnych i papierniczych. Bardzo dobrze rozwinięta jest hodowla reniferów, lisów, a także leśnictwo, myślistwo i rybołówstwo (połów łososi i śledzi).

## Transport
Transport głównie na południu stanu: samochodowy (fragment Drogi Panamerykańskiej – Alaska Highway), kolejowy, lotniczy. Główne porty morskie: Valdez, Seward, Sitka. Są także wojskowe bazy lotnicze oraz liczne rurociągi.

## Kuchnia
Typowa kuchnia Alaski opiera się na daniach z owoców morza (krab królewski, krewetki, langusty) i ryb, jak np. łosoś. Spożywa się także mięso łosi, reniferów, fok, morsów oraz ptaków. Przeciętny mieszkaniec Alaski zjada około 0,5 kg mięsa dziennie. Ze względu na warunki klimatyczne na Alasce dalej wykorzystuje się naturalne sposoby konserwowania żywności, takie jak suszenie czy fermentacja. Przekąskami są suszone ryby lub płatki suszonego mięsa np. reniferów. Wśród owoców i warzyw najbardziej popularne są borówki oraz brusznica, wykorzystywane w sosach i deserach. Spożywa się także wodorosty i korzenie roślin.

## Edukacja
- University of Alaska Fairbanks
- University of Alaska Anchorage
- University of Alaska Southeast
- Alaska Pacific University

## Symbole
- pardwa
- świerk sitkajski
- niezapominajka
- Dewiza – North to the Future („Przez Północ do Przyszłości”)
- Przydomek – The Last Frontier („Ostatnia Granica”, „Ostatnia Rubież”), The Great Land („Wielki Ląd”)